# توکوماخ (یولی)
توکوماخ (به اسپانیایی: Tukumach'ay) یک کوه در پرو است که در Peru, Junín Region, Yauli Province, Yauli District, Yauli واقع شده‌است. توکوماخ ۵٬۰۰۰ متر بالاتر از سطح دریا واقع شده‌است.